# Chilei erdőcsillag
A chilei erdőcsillag (Eulidia yarrellii) a madarak osztályának sarlósfecske-alakúak (Apodiformes)  rendjébe és a kolibrifélék (Trochilidae) családjába tartozó Eulidia nem egyetlen faja.

## Előfordulása
Chile északi részén honos, Peru déli részéről valószínűleg már kihalt, jelenlegi jelenléte megerősítésre szorul. Természetes élőhelyei a szubtrópusi és trópusi cserjések és sivatagok, valamint szántóföldek és vidéki kertek. Állandó, nem vonuló faj.

## Megjelenése
Testhossza 8 centiméter.

## Természetvédelmi helyzete
Az elterjedési területe kicsi, egyedszáma 210 példány körüli és gyorsan csökken. A Természetvédelmi Világszövetség Vörös listáján súlyosan veszélyeztetett fajként szerepel.